# W.T.C. Productions
W.T.C. Productions, auch ausgeschrieben als World Terror Committee firmiert, ist ein 2000 von Sven „Unhold“ Zimper von Absurd und Grand Belial’s Key gegründetes deutsches Musiklabel und Mailorder aus Tangerhütte im Landkreis Stendal. Es ist auf Black Metal spezialisiert.
Das Label wird mit dem Rechtsextremismus assoziiert und dem National-Socialist-Black-Metal-Spektrum zugerechnet. Nicht alle Bands des Labels gelten als rechtsextremistisch.

## Aktuelle Bands unter Vertrag
- Abigor
- Acrimonious
- Adustum
- Amestigon
- Anti
- Ascension
- Barshasketh
- Chaos Invocation
- Devathorn
- Dusken
- Dysangelium
- Eternity
- Fides Inversa
- Flagellant
- Grand Belial’s Key
- Hellfucked
- Heretic Cult Redeemer
- Horna
- IT
- Kvltist
- Membaris
- Mortuus
- Obscure Anachronism
- Order of Orias
- Paria
- Sargeist
- Serpent Noir
- Shaarimoth
- Shrine of Insanabilis
- Sigrblot
- Storm Legion
- The True Frost
- Thy Darkened Shade
- Tortorum
- Trollheims Grott
- True Black Dawn
- Vaeok
- Valkyrja
- Verivala
- Weltbrand